# Oakley (Utah)
Oakley és una població dels Estats Units a l'estat de Utah. Segons el cens del 2000 tenia 948 habitants.

## Demografia
Segons el cens del 2000, Oakley tenia 948 habitants, 278 habitatges, i 232 famílies. La densitat de població era de 58,1 habitants per km².
Dels 278 habitatges en un 48,2% hi vivien nens de menys de 18 anys, en un 74,5% hi vivien parelles casades, en un 6,5% dones solteres, i en un 16,5% no eren unitats familiars. En el 10,8% dels habitatges hi vivien persones soles el 4,3% de les quals corresponia a persones de 65 anys o més que vivien soles. El nombre mitjà de persones vivint en cada habitatge era de 3,41 i el nombre mitjà de persones que vivien en cada família era de 3,74.
Per edats la població es repartia de la següent manera: un 36,8% tenia menys de 18 anys, un 8,3% entre 18 i 24, un 28,7% entre 25 i 44, un 19,9% de 45 a 60 i un 6,2% 65 anys o més.
L'edat mediana era de 32 anys. Per cada 100 dones de 18 o més anys hi havia 102,4 homes.
La renda mediana per habitatge era de 61.250 $ i la renda mediana per família de 62.059 $. Els homes tenien una renda mediana de 41.250 $ mentre que les dones 30.625 $. La renda per capita de la població era de 21.855 $. Entorn de l'1,6% de les famílies i el 2,3% de la població estaven per davall del llindar de pobresa.

## Poblacions més properes
El següent diagrama mostra les poblacions més properes.